# 科薩里什尼夫卡
50°4′3″N 27°9′4″E / 50.06750°N 27.15111°E
科薩里什尼夫卡（烏克蘭語：Коса Рішнівка），是烏克蘭的村落，位於該國西部赫梅利尼茨基州，由舍佩蒂夫卡區負責管轄，始建於1493年，面積74平方公里，海拔高度291米，2001年人口178，人口密度每平方公里2,405.4人。